# Leptotarsus (Tanypremna) longissimus
Leptotarsus (Tanypremna) longissimus is een tweevleugelige uit de familie langpootmuggen (Tipulidae). De soort komt voor in het Neotropisch gebied.